# Toddinella
Toddinella es un género de foraminífero bentónico considerado un sinónimo posterior de Cribroelphidium de la subfamilia Elphidiinae, de la familia Elphidiidae, de la superfamilia Rotalioidea, del suborden Rotaliina y del orden Rotaliida. Su especie tipo era Elphidium? ustulum. Su rango cronoestratigráfico abarcaba desde el Plioceno hasta el Pleistoceno.

## Clasificación
Toddinella incluía a las siguientes especies:
- Toddinella antiqua †
- Toddinella lenticularis †
  - Toddinella lenticularis var. minima †
- Toddinella ustulatum †